# First Pull Up, Then Pull Down
First Pull Up, Then Pull Down je druhé album kalifornské blues rockové skupiny Hot Tuna, nahrané živě za použití elektrických hudebních nástrojů v dubnu roku 1971 v Los Gatos v Kalifornii a vydané bylo tentýž rok v červnu.

## Seznam skladeb

### Strana 1
1. "John's Other" (Papa John Creach) - 8:12
2. "Candy Man" (Rev. Gary Davis) - 5:44
3. "Been So Long" (Jorma Kaukonen) - 3:42
4. "Want You to Know" (Bo Carter) - 4:26

### Strana 2
1. "Keep Your Lamps Trimmed and Burning" (Davis) - 8:08
2. "Never Happen No More" (Blind Blake) - 3:47
3. "Come Back Baby" (tradicional, aranže Kaukonen) - 9:28

## Sestava
- Jack Casady – baskytara
- Jorma Kaukonen – zpěv, kytara
- Papa John Creach – elektrické housle
- Sammy Piazza – bicí
- Will Scarlett – harmonika